# Melobesia polystromatica
Melobesia polystromatica E.Y.Dawson, 1960  é o nome botânico  de uma espécie de algas vermelhas  pluricelulares do gênero Melobesia, subfamília Melobesioideae.
- São algas marinhas encontradas no México (Pacífico).

## Sinonímia
- Não apresenta sinônimos.